# Winne
Winne, pseudonimo di Winston Bergwijn (Paramaribo, 20 aprile 1978), è un rapper surinamese con cittadinanza olandese.

## Biografia
L'album in studio d'esordio Winne zonder strijd, pubblicato nel marzo 2009, ha raggiunto l'11º posto delle Dutch Charts. A distanza di anni, Winne ha fatto ritorno sulle scene musicali col disco Oprecht door zee (2018), il primo a raggiungere il podio della classifica LP olandese.
Nel marzo 2025 viene pubblicato il suo terzo disco di inediti Mssyeh, anch'esso entrato nella top 100 nazionale.

## Discografia

### Album in studio
- 2009 – Winne zonder strijd
- 2018 – Oprecht door zee
- 2025 – Mssyeh

### EP
- 2007 – Onoverwinnelijk

### Singoli
- 2011 – Verslaafd (con Ali B e Fresku)
- 2012 – Het legioen (con U-niq)
- 2018 – Winti (feat. Poppe)
- 2018 – ODZ
- 2018 – Fata Morgana (feat. Emms)
- 2018 – Akwaaba (con Memphis Depay feat. Nana Fofie)
- 2021 – Hoop (con Raw Roets)
- 2022 – Simpel (con Sticks e Zwangere Guy)
- 2023 – Roartheultra
- 2024 – Oude westen
- 2024 – Droomde ff
- 2025 – Boos (con Riico)
- 2025 – Feis Forever
- 2025 – Waar heb je het over (feat. RBDjan)
- 2025 – Blaren (feat. Gianski)